# Kruške i jabuke
Kruške i jabuke je licencna kulinarska TV emisija, koja se od 1999. do 2005. emitirala u programu Hrvatske radiotelevizije. Voditelji emisije u tom su razdoblju bili Mirjana Rogina, Duško Ćurlić, danas umirovljeni Oliver Mlakar i Karmela Vukov-Colić. Hrvatskoj verziji emisije, ime je dala Ksenija Urličić. Bila je među prvim takvim kulinarskim emisijama u Hrvatskoj. Od 2. studenoga 2015. emisija je emitirana još jednu sezonu na Drugom programu HTV-a.

## O emisiji
Emisija Kruške i jabuke svojevrstan je kuharski dvoboj u kojem se natječu dvije ekipe: "Kruške" i "Jabuke". Svaku ekipu čine profesionalni kuhar i njegov pomoćnik amater, ljubitelj kuhanja odabran na audicijama diljem Hrvatske.
Natjecatelji donose namirnice u vrijednosti 80 kuna i pomažu kuharima da pripreme jelo za samo 20 minuta. Publika u studiju – prateći cijeli postupak od predstavljanja recepata do aranžiranja jela, ali i atmosferu u kuhinjama – glasovanjem odlučuje o pobjedničkoj ekipi. Natjecatelji, kuharski pomoćnici, osvajaju vrijedan novčani iznos.
Nakon natjecateljskog dijela u kuhinjama ostaju kuhari profesionalci pred kojima je novi zadatak: brza košara. Voditelj im otkriva namirnice od kojih u samo 10 minuta trebaju nešto pripremiti. Kuhari iznose svoje ideje, a publika glasovanjem odlučuje čiji recept im je atraktivniji, odnosno koji kuhar će pripremati jelo u napetoj utrci s vremenom.
U trećoj kuhinji u kojoj nema natjecanja, upoznajemo načine pripremanja raznih internacionalnih specijaliteta. Umijeće spravljanja jela pojedinih svjetskih kuhinja televizijskim gledateljima i publici u studiju pokazuju vrsni domaći, ali i strani kuharski majstori koji trenutačno žive u Hrvatskoj.
Voditelj emisije Kruške i jabuke u sezoni 2015./2016. bio je Duško Ćurlić.

## Vanjske poveznice
- IMDb:  Kruške i jabuke (1999–2002) (engl.)
- HRT: Kulinarski show "Kruške i jabuke" ponovno na HTV-u  Arhivirana inačica izvorne stranice od 9. listopada 2015. (Wayback Machine)